# А208.50 Altair
АТ А208.50 Altair — туристический автобус, выпускаемый ЧП «Автотехнология» с 2011 года. В основе его конструкции лежит шасси Volkswagen Crafter. 
В базовую комплектацию входят: 16 пассажирских мест, тканевая обивка салона, аварийный вентиляционный стеклянный люк, багажные полки по обеим сторонам салона, поручни, аудиосистема, плафоны ламп, панорамные окна, багажник объёмом до 1,2 м3 и электрическая выдвижная подножка. Стоимость составляет 69 990 USD.
Всего выпущено 48 экземпляров.

## Двигатель
| Модель двигателя                         | Количество и расположение цилиндров | Объём    | Мощность                            | Крутящий момент              | Выбросы СО2   |
| ---------------------------------------- | ----------------------------------- | -------- | ----------------------------------- | ---------------------------- | ------------- |
| Дизельный двигатель внутреннего сгорания |                                     |          |                                     |                              |               |
| BJM                                      | 5, рядное                           | 2461 см³ | 163 л. с. (120 кВт) при 3500 об/мин | 350 Н*м при 2000 об/мин      | Евро-3/Евро-4 |
|                                          | 4, рядное                           | 1968 см³ | 163 л. с. (120 кВт) при 4000 об/мин | 400 Н*м при 1800—2250 об/мин |               |

## Модификации
- А208.50 — туристический автобус длиной 7344 мм, вместимостью 19 мест с ручным приводом открытия дверей.
- А208.51 — туристический автобус длиной 7344 мм, вместимостью 19 мест с электроприводом открытия дверей.
- А208.52 — туристический автобус длиной 7344 мм на 19 мест с электроприводом открытия дверей.
- А208.68 — туристический автобус длиной 7344 мм, вместимостью 16 мест с электроприводом открытия дверей.
- А208.53 — туристический автобус длиной 6944 мм, вместимостью 16 мест с ручным приводом открытия дверей.
- А208.54 — туристический автобус длиной 6944 мм, вместимостью 16 мест с электроприводом открытия дверей.
- А208.55 — туристический автобус длиной 6944 мм, вместимостью 16 мест с электроприводом открытия дверей.
- А208.56 — туристический автобус длиной 6944 мм, вместимостью 14 мест с ручным приводом открытия дверей.
- А208.57 — туристический автобус длиной 6944 мм, вместимостью 14 мест с электроприводом открытия дверей.